# Chelonodontops patoca
Chelonodontops patoca es una especie de peces de la familia Tetraodontidae en el orden de los Tetraodontiformes.

## Morfología
- Los machos pueden llegar alcanzar los 38 cm de longitud total.[1][2]

## Hábitat
Es un pez de mar de clima tropical y asociado a los  arrecifes de coral. (23 °C-28 °C)

## Distribución geográfica
Se encuentra desde el África Oriental hasta las islas del Almirantazgo, Nueva Bretaña, la China y el norte de Australia.

## Observaciones
Es considerado una delicadeza  gastronómica en Japón, aunque es  venenoso para los humanos.